# Tillandsia boliviana
Tillandsia boliviana är en gräsväxtart som beskrevs av Carl Christian Mez. Tillandsia boliviana ingår i släktet Tillandsia och familjen Bromeliaceae. Inga underarter finns listade i Catalogue of Life.